# Sascha Buzmann
Sascha Buzmann (* 6. Juli 1976 in Wiesbaden) wurde 1986 im Alter von neun Jahren entführt und 86 Tage gefangen gehalten.

## Entführung
Buzmann wuchs in Wiesbaden-Delkenheim auf. Am frühen Abend des 10. Januar 1986 fuhr er mit dem Bus nach Hause, nachdem er den Nachmittag auf einer Rollschuhbahn verbracht hatte. Auf dem Weg von der Bushaltestelle zu seinem Elternhaus wurde er von Adam Geist entführt, der ihn im Schneetreiben mehrere Kilometer weit in seine Behausung, einen verwahrlosten Wohnwagen ohne fließendes Wasser und Toilette in Mainz-Kastel, schleppte.
Sascha Buzmann wurde von seinem Entführer fast drei Monate lang gefangen gehalten und regelmäßig geschlagen und sexuell missbraucht. Wenn der arbeitslose Adam Geist den Wohnwagen verließ, um Nahrung aufzutreiben, sperrte er den Jungen in eine Holzkiste, die er mit Steinen beschwerte.
Die Suche der Polizei nach Sascha Buzmann verlief zunächst erfolglos. Erst durch einen Zufall wurde das entführte Kind gefunden: Da Geist in einem Gasthaus die Zeche geprellt hatte, suchten ihn am 5. April 1986 zwei Zivilfahnder auf und entdeckten dabei in seinem Wohnwagen den Jungen.

### Der Entführer
Der 1950 geborene Adam Geist wuchs in verwahrlosten Verhältnissen in der Gegend um Mainz-Kastel auf. Seine Eltern, die mutmaßlich durch Fliegerbomben im Zweiten Weltkrieg obdachlos geworden waren, lebten unter schlechten hygienischen Bedingungen und wenig Kontakt zu anderen Menschen in einem alten Bauwagen. Der Vater war Kriegsheimkehrer und hatte sich lange in Kriegsgefangenschaft befunden. Der Sohn wurde in völliger Abgeschiedenheit gehalten und fiel bei einem Krankenhausaufenthalt im Kindesalter durch schwere Verhaltensstörungen auf. In seiner Jugend wurde der früh auffällige Geist als schizophren fehldiagnostiziert und war zeitweise in Behandlung in psychiatrischen Einrichtungen. Nach dem Tod seiner Eltern bezog er deren Bauwagen und lebte dort zurückgezogen. Die Entführung Buzmanns geschah offenbar spontan, nachdem es zu einem zufälligen Blickkontakt bei der Busfahrt gekommen war. Im Prozess wurde Geist als vermindert schuldfähig eingestuft und zu sieben Jahren Haft verurteilt. Im Gefängnis war er aufgrund der Art seiner Tat und eigener Passivität durchgängig in Einzelhaft. Therapieangebote nahm er nicht an. Während der gesamten Haftzeit war nur ein einziger Psychologe für 800 Insassen zuständig. Dieser verlor den wenig kooperativen Geist nach eigenen Angaben „aus den Augen“. Eine Unterbringung in einer psychiatrischen Einrichtung nach Ende der Haftzeit scheiterte an einem negativen Gutachten eines Psychiaters, der Geist als ungefährlich ansah.
Nach der Freilassung schlug sich Geist mit den finanziellen Mitteln, die ihm aus dem Erbe seiner Eltern sowie dem Übergangsgeld geblieben waren, durch. Die Integration in Frankfurt, wo er sich zunächst aufhielt, scheiterte jedoch. Es gelang ihm nicht, Arbeit oder sonstigen Anschluss zu finden. Mit schwindenden finanziellen Mitteln rutschte Geist in die Obdachlosigkeit ab und lebte bis zum Januar 1994 bei Mainz-Kastel in einem Brunnenloch. Am 13. Januar entführte Geist einen 13-jährigen Jungen und hielt ihn über sieben Tage in seiner Behausung fest, danach weitere drei Tage in einer Gartenhütte, in die er nach einer vermeintlichen Entdeckung durch Anwohner geflohen war. Daraufhin ließ er das Entführungsopfer frei und wurde abermals festgenommen. Ein Gutachten beschrieb Geist daraufhin als Täter, der psychisch unter extremer Isolation litt und aus dem Wunsch nach Intimität und familiärer Geborgenheit gehandelt hatte. Er habe nicht bewusst Anderen schaden wollen, sondern durch die Taten Kontakt und Verantwortung für einen anderen Menschen herstellen wollen.
Geist wurde im Mai 1994 zu acht Jahren Gefängnis und Unterbringung in einem psychiatrischen Krankenhaus verurteilt.

## Weiterer Werdegang
Als junger Mann schloss Buzmann zwei Ausbildungen ab. Er arbeitet als Servicefachkraft in Spitzenhotels. 2012 veröffentlichte er das Buch Schockgefroren, in dem er die Grausamkeiten darstellt, die er während seiner Entführung erlitt. Es erreichte die Bestsellerlisten.

## Werke
- Sascha Buzmann: Schockgefroren. Lübbe, Köln 2012, ISBN 978-3-431-03864-4.